# Mananchaya Sawangkaew
Mananchaya Sawangkaew (nació el 10 de julio de 2002) es una tenista profesional de Tailandia.
Sawangkaew tiene un ranking de individuales WTA más alto de su carrera, n.º 182, logrado el 19 de agosto de 2024. También fue n.º 546 en dobles, logrado el 31 de julio de 2023.
Sawangkaew hizo su debut en el cuadro principal de la WTA en el Torneo de Hua Hin II 2024, después de pasar la clasificación. Perdería en primera ronda ante la eventual campeona del evento Rebecca Šramková en 3 set. También se clasificó para el siguiente torneo, un evento WTA 1000 el Torneo de Pekín 2024, haciendo su debut en este nivel WTA. Derrotó a Zarina Diyas en primer ronda para conseguir su primera victoria en el WTA Tour y a nivel WTA 1000 en 2 sets.